# Watcha
 (octobre 2021).
 (octobre 2021).
Watcha est un groupe de nu metal français, originaire de Paris, en Île-de-France. Formé en décembre 1994, le groupe compte plus de 2 000 concerts à son actif. Il compte également cinq albums studio au total dont Watcha en 1998, Veliki Cirkus en 2000, Mutant en 2003, Phénix en 2005, et Falling by the Wayside en 2007.

## Biographie

### Débuts (1994–1999)
Deux étudiants en école d'ingénieur du son en région parisienne, Frédéric « Fred » Duquesne (guitare) et Butcho « Bob » Vukovic (chant), se rencontrent en 1994 et décident de former un groupe. Le groupe est donc formé en décembre 1994. Sans bassiste ni batteur, le duo signe rapidement une maquette avec les moyens de son école. Après avoir passé une petite annonce à Paris, Emmanuel « Manu » Ferrantini (guitare), Jean-Pierre (basse) et Elder (batterie) rejoignent la formation. Ils écument ensemble les salles de répétition parisiennes, travaillent dur, et enregistrent leur première démo en janvier 1995 dans un style fusion funk metal.
En 1995, le groupe prend le nom de Watcha, mot trouvé au hasard dans un dictionnaire anglais. Elder décide de quitter le groupe pour partir au Portugal et se fait remplacer par Jacques « Keuj » Sahuguede, alors batteur d'un groupe parallèle de Bob (Technical Industry of Métal) composé de Bob, de Keuj, Julien « Pendule » Grunberg, Bruno Mazurczak et Olivier Firmin.
Le groupe part pour une série de concerts dont le point culminant est le festival rock tchèque à Trutnov en 1996. L'année suivante, Jean-Pierre quitte le navire (pour raison musicale) et se fait remplacer par Pendule, alors bassiste du groupe parallèle de Butcho (TIM).

### DeVeliki CirkusàPhénix(2000–2005)
Il est temps de coucher sur des bandes les compositions[style à revoir], et Watcha rentre en studio en 1998 avec Phil Chambin à la production pour une durée d'un mois et demi. Deux ans plus tard, en 2000, Watcha signe Veliki Cirkus, album qui fait monter le groupe au plus haut de l'échelle nu metal française, suivi de Mutant (2003) beaucoup plus mélodique et plus travaillé que ses prédécesseurs[réf. nécessaire].
Après une tournée en France et dans les pays francophones, Watcha repart en studio pour enregistrer le nouvel album, Phénix, qui est sorti en France le 19 septembre 2005. Phénix se révèle cependant décevant pour certains[Qui ?], le groupe entame une nouvelle phase musicale avec des morceaux « cultes[pourquoi ?] » comme Dimebag, Sam 4, ou encore Wolf le guerrier.

### Falling by The Wayside(2006–2008)
Au cours de l'été 2006, la tournée de Phénix terminée, Keuj (batterie) et Pendule (basse) décident de quitter le groupe pour se consacrer plus amplement à leur vie de famille. Benjamin « Benja » Delacroix (batteur de bull) devient le nouveau batteur de Watcha et Loïc Colin (bassiste de Scarve) le nouveau bassiste et ils enregistrent avec le groupe Falling by the Wayside. En fin août 2007, Loïc quitte le groupe, remplacé par le bassiste de David TMX : Jerôme Dichiara. Le 22 octobre 2007 est sorti le cinquième album de Watcha, Falling by the Wayside. Selon le dossier presse du groupe, le son du nouvel album laisse place à une fraîcheur et une originalité apportées par ses nouveaux membres. Watcha produit une nouvelle fois son album et a apporté une particularité à ce dernier. Il est entièrement chanté en anglais. L’exception à cette nouvelle orientation est pour le titre Sam qui revient pour la cinquième fois consécutive. 
Après la séparation de Watcha, Butcho joue dans différents groupes de hard rock comme Pleasure Addiction.

## Style musical
Cependant, l'album Phénix, sorti en 2005, ne confirme pas cette affirmation et la nouvelle direction artistique prise par le groupe est vécue comme une trahison pour les fans de la première heure qui ne reconnaissent plus le groupe qui leur faisait bouger la tête quelques années auparavant. De plus, les critiques spécialisées se montrent très dures envers la nouvelle production du groupe et leurs shows, bien que toujours explosifs et revenant souvent sur leurs premiers albums, se ramollissent quelque peu. Le déclin du groupe laisse entrevoir le pire alors que les partisans du nouveau et de l'ancien metal se frottent les mains.
En 2007, le groupe sort Falling by the Way Side qui se positionne comme un retour aux sources accueilli extrêmement positivement par les fans et par une nouvelle frange d'auditeurs, plus jeunes et plus habitués aux sonorités metalcore, nouveau courant s'imposant au détriment du nu metal. Le son est accrocheur, les guitares brutales, les mélodies discrètes mais présentes. Le groupe retrouve de sa superbe et les critiques sont unanimement positives devant le travail accompli par le groupe dont la base rythmique originelle aura préféré quitter le navire
.

## Membres

### Derniers membres
- Butcho Vukovic – chant (1994–2008)
- Frédéric Duquesne – guitare (1994–2008)
- Emmanuel « Manu » Ferrantini – guitare (1994–2008)
- Benjamin « Benja » Delacroix – batterie (2006–2008)
- Jérôme « Jey » Dichiara – basse (2007–2008)

### Anciens membres
- Loïc Colin - basse (2006–2007)
- Julien « Pendule » Grunberg – basse (1997–2006)
- Jacques « Keuj » Sahuguedej – batterie (1996–2006)
- Jean-Pierre – basse (1995–1996)
- Elder – batterie (1995)

## Discographie
- 1998 : Watcha
- 2000 : Veliki Cirkus
- 2003 : Mutant
- 2005 : Phénix
- 2007 : Falling by the Wayside